# 佛荫镇
佛荫镇，是中华人民共和国四川省泸州市合江县曾经下辖的一个镇。2019年12月，撤销佛荫镇，将其所属行政区域划归大桥镇管辖。

## 行政区划
佛荫镇撤销前下辖以下地区：
佛荫社区、瓦房子村、中坝嘴村、将军湖村、流石村、里村、留学堂村、坝中村、白屋村、乘山村、算刀村、斯坝村和上房村。